# Дарибаев, Кушербай
Кушербай Дарибаев (1892, село Донгелексор — 1964, Аральск) — заведующий коневодческой фермой колхоза имени Кирова Аральского района Кзыл-Ординской области, Казахская ССР. Герой Социалистического Труда (1949).

## Биография
Родился в 1892 году в селе Донгелексор в бедной казахской семье. Происходит из подрода жакайым рода шекты племени Алимулы, .
С 1907 по 1917 год батрачил. С 1917 года участвовал в строительстве железной дороги Оренбург — Ташкент. С 1930 года работал звеньевым в колхозе имени Чкалова Аральского района. Участвовал в Великой Отечественной войне. После получения ранения демобилизовался и, возвратившись в Казахстан, стал работать бригадиром, заведующим коневодческой фермой колхоза имени Чкалова (позднее — колхоз имени Абая) Аральского района (1943—1956).
В 1947 году ферма вырастила от каждой сотни конематок в среднем по 52 жеребят. В 1949 году удостоен звания Героя Социалистического Труда за выдающиеся трудовые достижения.
В 1957 году вышел на пенсию. Скончался в 1964 году.
Награды
- Герой Социалистического Труда — указом Президиума Верховного Совета СССР от 31 октября 1949 года
- Орден Ленина